# Федорів Роман Миколайович
Рома́н Микола́йович Фе́дорів (1 грудня 1930, Братківці — 14 березня 2001, Львів) — український письменник, лауреат Шевченківської премії (1995) за твір «Єрусалим на горах», редактор часопису «Дзвін». Депутат Верховної Ради СРСР 11-го скликання. Народний депутат СРСР у 1989—1991 роках.

## Біографія
Народився 1 грудня 1930 року в селі Братківці Тисменицького району на Івано-Франківщині.
У 1945—1950 роках — учень педагогічного училища; завідувач книжкового відділу магазину; бригадир бригади протифілоксерної експедиції; інструктор обласного відділу «Союздрук».
У 1950—1953 роках служив у Радянській армії.
У 1953—1956 роках — інспектор-бухгалтер районного сільськогосподарського банку; інструктор міського відділу «Союздрук».
З 1956 року — співробітник районної, обласної газети, власний кореспондент низки республіканських газет.
Член КПРС з 1963 по 1991 рік.
1967 закінчив факультет журналістики Львівського державного університету імені Франка, працював у місцевій пресі. З 1968 до смерті у 2001 році — головний редактор журналу «Жовтень» (тепер «Дзвін»).
1989 року на велелюдному святкуванні 133-ї річниці від дня народження Івана Франка разом з письменниками Романом Іваничуком, Романом Лубківським, професором Михайлом Шалатою запропонували відновити назву села Нагуєвичі.

## Творча діяльність
Автор оповідань, повістей, нарисів.
Перша книга письменника «Жовтнева соната» побачила світ у 1959. Довгий час працюючи кореспондентом обласних, а згодом і республіканських газет, об'їздив усю Україну. Завдяки зусиллям письменника були відновлені видавництво «Червона калина» й часопис «Літопис Червоної Калини». Він започаткував у «Дзвоні» рубрику про призабутих письменників та літераторів з української діаспори.
Помер 14 березня 2001 року у віці 70 років. Причиною смерті став інфаркт. Могила — на 3 полі Личаківського цвинтаря.

## Твори
- Отчий світильник (роман, 1976)
- Кам'яне поле (трилогія, 1978)
- Твори в двох томах (1980)
- Плуг у борозні (трилогія)
- Єрусалим на горах (роман, 1993), відзначений Державною премією України ім. Т. Шевченка та премією Всесвітньої української Фундації Антоновичів (1996)
- Чорна свіча від Їлени (роман, 1996)
- Палиця для прокажених (роман, 2000)

## Нагороди
- орден «Знак Пошани»